# Chris Norman
Chris Norman, rodným jménem Christopher Ward Norman (* 25. října 1950, v Redcar, North Yorkshire) je anglický rockový zpěvák.

## Nejznámější písně (výběr)
- Midnight lady
- Broken Heroes
- Woman In Love
- Some Hearts Are Diamonds
- Stumblin' In – duet se Suzi Quatro

## Život a kariéra
Svoji první kytaru získal v sedmi letech. Když mu bylo dvanáct let potkal se na škole v St. Bede’s Grammar School, Bradford s Alanem Silsonem a Terrym Uttleyem, budoucími členy skupiny Smokie, se kterými v roce 1965 založil skupinu s názvem Essence. V roce 1967 se přejmenovali na The Elizabethans. Později se přejmenovali na Kindness. V roce 1970 nahráli svůj první singl Light Of Love/Lindy Lou. V roce 1973 odešel ze skupiny Ron Kelly, místo něho později do skupiny přišel Pete Spencer. O něco později začala skupina spolupracovat s producentem Hurleyem a autorskou dvojicí Nicky Chinn / Mike Chapman, ti navrhli změnit jméno skupiny na Smokey (později změněný na současný název Smokie – soulová legenda Smokey Robinson jim pohrozil soudem ohledně používání uměleckého jména).
V roce 1978 nazpíval se Suzi Quatro duet Stumblin’ In.
V roku 1985 odešel ze skupiny Smokie a vydal se na sólovou dráhu.
V roce 1986 nazpíval píseň Midnight Lady pro seriál Místo činu – díl s názvem Výměna (Tatort: Der Tausch), která se stala hitem v celé Evropě. Hudbu a text napsal Dieter Bohlen. V Německu se držela na prvním místě po dobu šesti týdnů. Prodalo se jí víc nežli 900 000 kopií. Ve Švýcarsku se na prvním místě hitparád držela pět týdnů. Pro jiný díl téhož seriálu nazpíval také píseň Broken Heroes.
24. až 30. dubna 2012 se uskutečnilo jeho historicky první a velmi úspěšné turné po ČR, které mělo název "The hits tour 2012".

## Osobní život
Se svou manželkou Lindou se Chris Norman oženil 16. března 1970 a mají spolu pět dětí (Brian, Paul, Michael, Steven a Susan Jane) a čtyři vnoučata. Od roku 1986 žije s rodinou na ostrově Man. Od února 2006 je oficiálním velvyslancem ve sdružení Dětské nadace hospic.

## Diskografie
- 1982 Rock Away Your Teardrops
- 1986 Some Hearts Are Diamonds
- 1987 Different Shades
- 1989 Break The Ice
- 1991 The Interchange
- 1992 The Growing Years
- 1993 Jealous Heart
- 1994 The Album
- 1994 Screaming Love Album
- 1995 Every Little Thing
- 1995 Reflections
- 1997 Into The Night
- 1997 Christmas Together
- 1999 Full Circle
- 2000 Love Songs
- 2001 Breathe Me In
- 2003 Handmade
- 2004 The Very Best Of Chris Norman, Part I
- 2004 The Very Best Of Chris Norman, Part II
- 2004 Break Away
- 2005 One Acoustic Evening – CD & DVD (Live At The Private Music Club/Live In Vienna)
- 2006 Million Miles
- 2006 Coming Home
- 2007 Close up
- 2007 The best – (2CD)